# John Sealy Townsend
John Sealy Edward Townsend, född den 7 juni 1868 i Galway (Irland), död den 16 februari 1957 i Oxford, var en brittisk fysiker.
Townsend, som var laborator vid Cavendishlaboratoriet i Cambridge och från 1901 professor i fysik vid Oxford, utförde ett synnerligen betydelsefullt arbete över elektricitetens ledning i gaser. Sina ingående undersökningar av den så kallade stötjoniseringen eller självständiga joniseringen sammanfattade han i The theory of ionisation of gases by collision (1910). Townsend undersökte bland annat gasjonernas laddning, deras diffusionshastighet, den hastighet, med vilken positiva och negativa joner återförenas, samt elektroners rörelse i ädelgaserna helium och argon. Hans Electricity in gases (1915) ingår i tysk översättning i Marx Handbuch der Radiologie, band I.